# Ithone pallida
Ithone pallida är en insektsart som först beskrevs av Tillyard 1919.  Ithone pallida ingår i släktet Ithone och familjen Ithonidae. Inga underarter finns listade i Catalogue of Life.